# مطار مانيتسوك
مطار مانيتسوك (بالجرينلاندية: Mittarfik Maniitsoq)(إياتا: JSU، إيكاو: BGMQ) هو مطار مدني يقع على بعد 0،93 كيلومتراً (0.58 ميل) شمال غرب مدينة مانيتسوك. وهي تابعة لبلدية كيكاتا في وسط غرب جرينلاند.

## شركات الطيران والوجهات
| شركـات طيـران  | الوجهات                                   |
| -------------- | ----------------------------------------- |
| طيران جرينلاند | مطار كانجرلوسواك، مطار نوك، مطار سيسيميوت |